# Manning (Austria)
Manning è un comune austriaco di 821 abitanti nel distretto di Vöcklabruck, in Alta Austria.